# Estació de la Mina
La Mina és una estació de la línia T6 de la xarxa del Trambesòs situada sobre la rambla de la Mina al barri de la Mina de Sant Adrià de Besòs. La parada es va inaugurar el 15 de juny de 2008 amb l'obertura de l'enllaç tramviari de 600 metres per la Rambla de la Mina entre l'avinguda d'Eduard Maristany i el carrer Cristòfol de Moura suposant la posada en servei de la línia T6 unint l'Estació de Sant Adrià i Gorg. Des del 20 de febrer de 2012, aquesta línia uneix les estacions Glòries i Estació de Sant Adrià passant per aquesta parada.
Les andanes i marquesines de l'estació es troben als laterals del passeig central car els tramvies hi circulen per cada un dels costats de la rambla.
| Trambesòs                  |                |       |            |                        |
| Procedència/Destinació     | <              | Línia | >          | Procedència/Destinació |
| Ciutadella - Vila Olímpica | Parc del Besòs |       | Port Fòrum | Estació de Sant Adrià  |